# Elza Löthner Rahmn
Elza Löthner Rahmn (Köping, Västmanland, (Suècia), 21 de juny, 1872 - [...?], 1933), fou una compositora sueca.
Feu els primers estudis a Estocolm i després marxà als Estats Units. A Nova York es perfeccionà en el piano i més tard fou organista de diverses esglésies nord-americanes. El 1915 funda a la ciutat dels gratacels una acadèmia de música.
Va compondre nombroses obres per a cant i piano.

## Autoritat
- Treballs per o sobre Elza Löthner Rahmn en biblioteques (catàleg WorldCat) (anglès)